# Prokuratorzy węgorzewscy
Prokuratorzy węgorzewscy
Prokuratoria w Angerburgu (dzisiejsze Węgorzewo) została ustanowiona w okresie panowania Dietricha von Altenburga (1335–1341). Znany jest dokument jego autorstwa, w którym ustalił on granicę między okręgami prokuratorskimi w Angerburgu i Leczenburgu. Jej siedzibą był wybudowany w 1312 roku zamek krzyżacki Angerburg. Prokuratoria w Angerburgu podlegała komturii królewieckiej. Prokurator w Angerburgu był jednocześnie rybiczym komturii królewieckiej. Prokuratoria istniała do 1520 roku, gdy ostatni wielki mistrz krzyżacki Albrecht von Hohenzollern przekazał zamek Christophowi Schenk zu Tautenburg, który 19 stycznia 1523 roku został pierwszym starostą (Amsthauptmann) węgorzewskim.

## Lista prokuratorów
- między 1335 a 1341–1420  ?
- 1420–1426 Hartmann von Herberstein (Hartenstein)
- 1426–1428 Ludwig von Schonnenburg (Schönburg)
- 1428–1434 Bernhard von Schonnenburg (Schönburg)
- 1434–1435 Friedrich von Köckeritz
- 1435–1438 Hermann  von Schonnenburg (Schönburg)
- 1438–1443 Gottfried von Meyenthal
- 1443–1469 Dietrich von Barthen (Norden)
- 1469-między 1478 a 1482 Anselm und Hans von Tettau
- między 1478 a 1482–1520 ?